# Eaglesham (Alberta)
Pour l’article homonyme, voir Eaglesham (Écosse).
Eaglesham est un hameau (hamlet) du Comté de Birch Hills, situé dans la province canadienne d'Alberta.

## Démographie
En tant que localité désignée dans le recensement de 2011, Eaglesham a une population de 119 habitants dans 55 de ses 57 logements, soit une variation de 6.3% par rapport à la population de 2006. Avec une superficie de 0,803 5 km2, le hameau possède une densité de population de 148,102 1 hab/km2 en 2011.
Concernant le recensement de 2006, Eaglesham abritait 112 habitants dans 50 de ses 59 logements. Avec une superficie de 0,803 5 km2, le hameau possédait une densité de population de 139,4 hab/km2 en 2006.